# Zasmażka

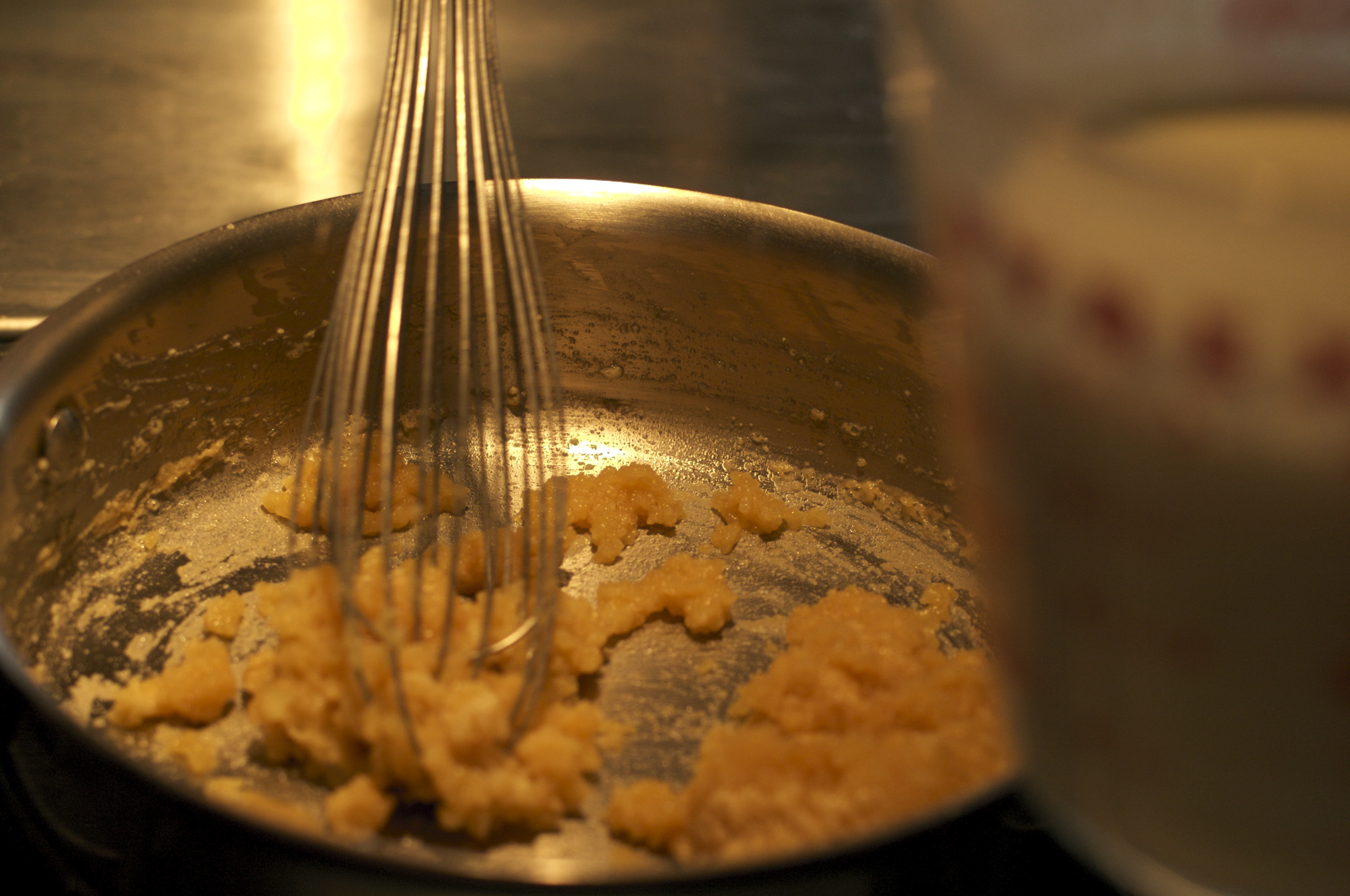
Zasmażka II stopnia

Zasmażka – baza sosów bądź zagęszczacz zup. Powstaje przez zasmażenie mąki z tłuszczem (najczęściej masłem), rozprowadzenie zimną wodą, wywarem lub śmietaną i zagotowanie przy równoczesnym mieszaniu. Zagotowaną zasmażkę rozprowadza się niewielką ilością gorącej zupy bądź innego wywaru i łączy z całością. Zasmażka zagęszcza potrawę i nadaje jej ciemniejszą barwę (zależnie od rodzaju zasmażki). Niekiedy mąkę najpierw przypieka się na suchej patelni, a dopiero później dodaje się tłuszcz.
W zależności od stopnia zrumienienia mąki rozróżniamy:
- zasmażkę I stopnia – zasmażanie tylko do utraty smaku i zapachu surowej mąki, kolor biały,
- zasmażkę II stopnia – kolor od słomkowego do jasnobrązowego,
- zasmażkę III stopnia – najdłużej zasmażana, kolor ciemnobrązowy.

Gorącą zasmażkę powinno się rozrabiać zimną wodą lub wywarem, a zimną zasmażkę gorącą wodą. W przeciwnym wypadku w gotowej potrawie mogą pojawić się grudki z mąki.